# Une histoire simple (film, 1960)
Pour les articles homonymes, voir Une histoire simple (homonymie).
Pour plus de détails, voir Fiche technique et Distribution.
Une histoire simple (Простая история, Prostaya istoriya) est un film soviétique réalisé par Iouri Egorov, sorti en 1960.

## Fiche technique
Sauf indication contraire, les informations mentionnées dans cette section peuvent être confirmées par la base de données cinématographiques IMDb,  présente dans la section « Liens externes ».
- Titre original : Простая история, Prostaya istoriya
- Titre français : Une histoire simple[1]
- Réalisation : Iouri Egorov
- Scénario : Boudimir Metalnikov
- Photographie : Igor Chatrov (ru)
- Montage : Galina Chatrova
- Musique : Mark Fradkine
- Pays d'origine :  Union soviétique
- Format : Noir et blanc
- Genre : drame, romance
- Durée : 90 minutes
- Date de sortie :
  - Union soviétique : 24 septembre 1960

## Distribution
- Nonna Mordioukova : Sacha Potapova
- Mikhaïl Oulianov : Andreï Egorovitch Danilov
- Vassili Choukchine : Vanka Likov